# Solaris (wit druivenras)

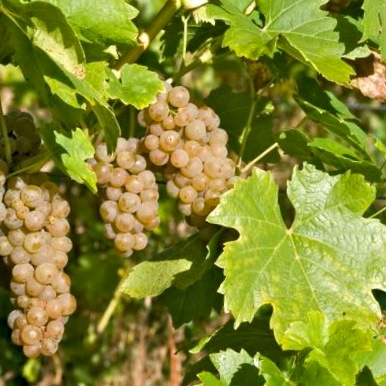
Solaris druif met blad.

De Solaris is een wit druivenras dat in 1975 ontwikkeld is door het Weinbau-instituut te Freiburg aldaar bekend onder de naam FR 240-75. Zij is voortgekomen uit de kruising van Merzling en Geisenheim 6493. Hiermee is zij een verre verwant van de Riesling en Pinot gris. Door al het gekruis is de druif niet helemaal een pure vitis vinifera gebleven waardoor zij tot de hybride rassen gerekend wordt.
De naam Solaris is afgeleid van “solar” de zon, vanwege haar kracht en vroegzomerse rijpheid.
In koelere wijnbouwstreken, zoals bijvoorbeeld in Zweden, Engeland en Nederland geeft de druif toch nog hoge suiker- en lage zuurgehaltes. Een Oechsle gehalte van rond de 100 graden komt regelmatig voor. Ook is zij resistent tegen schimmels. Door haar zachte schil wel wat gevoeliger voor rot.
Hoewel de druif voor dessertwijnen gebruikt kan worden, is zij zeer geschikt voor de vinificatie van wat steviger droge wijn. Het bouquet is bloemrijk en vertoont vaak een zweempje honing.
Van de Solaris kunnen zogenaamde cépage wijnen gemaakt worden, maar ze wordt ook wel gemengd met andere druiven.
Omdat de Solaris zulke gunstige eigenschappen heeft wordt de plant ook gebruikt om nieuwe druivenvariëteiten te creëren.